# Літературна премія Культурний капітал Естонії
Різноманітні нагороди, що присуджуються щорічно Естонським державним фондом Культурний капітал Естонії, називалися і називаються літературною премією Фонду Культурний капітал (ест. Eesti Kultuurkapitali kirjanduspreemia). Слід розрізняти два рівні премій:

## Річна премія
Щорічна премія присуджується в різних культурних категоріях, одна з яких охоплює літературну сферу. У 2016 році вона становила €7000. Лауреата обирає Опікунська рада за рекомендацією Комісії з літератури

### Лауреати премії з 1995 року
- 1995: Карл Муру, Ендель Прідел
- 1996: Аарне Вінкель
- 1997: Яан Каплінський
- 1998: Яан Кросс
- 1999: Ільмар Талве
- 2000: Яан Каплінський
- 2001: Ене Мігкельсон
- 2002: Александр Сууман
- 2003: Тоомас Ліїв
- 2004: Кріста Ару
- 2005: Пауль-Еерік Руммо
- 2006: Маті Сіркель
- 2007: Крісті Війдінґ, Яна Оріон, Яніка Пелл
- 2008: Марі Таранд
- 2009: Гендрік Ліндепуу
- 2010: Матс Траат
- 2011: Індрек Гарґла
- 2012: Айно Первік
- 2013: Андрус Кивірягк
- 2014: Гассо Крулл
- 2015: Ільмар Трулл
- 2016: Яан Ундуск
- 2017: Малле Салупере
- 2018: Мерт Вялятаґа
- 2019: Ваапо Вахер
- 2020: Мігкель Мутт
- 2021: Катрін Вялі
- 2022: Мехіс Хейнсаар

## Жанрова премія
Жанрова премія (ест. Kirjanduse sihtkapitali aastapreemia) наразі присуджується в десяти підкатегоріях і в 2016 році становила 5000 євро. Представлені такі категорії:
- Проза
- Лірика
- Дитяча література
- Драма
- Написання есе
- Переклад на естонську мову
- Переклад з естонської на іноземну мову
- стаття, огляд
- Російськомовна література
- Вільна категорія

### Розповідь
Сучасну назву премія має з 1995 року. Створена в лютому 1970 року Спілкою письменників Естонської РСР. З 1972 по 1989 рік нагорода називалася Літературною премією Югана Смуула (Juhan Smuuli nimeline kirjanduse aastapreemia). Його назвали на честь письменника Югана Смуула (1922—1971).
Премія присуджувалася в категоріях художня література, поезія, драма, дитяча та юнацька література, есеїстика та художній переклад з естонської мови та на неї. Також була премія для російськомовного автора. З 1990 по 1992 рік вона присуджувалася як «Щорічна літературна премія Спілки письменників Естонії» (Eesti Kirjanike Liidu aastapreemia). У 1993 і 1994 роках переможців не було.

### Лауреати премії з 1995 року
- 1995 Еміль Тоде (проза), Ене Мігкельсон (поезія), Едгар Вальтер (дитяча література), Мадіс Київ (драма), Маті Унт (критика), Калле Касемаа (переклад), Юхані Салоканнел (переклад з естонської)[2]

- 1996 Андрус Ківірягк, Тину Иннепалу (проза), Яан Каплінський (поезія), Пеетер Ернітс (дитяча література), Астрід Рейнла (драма), Яак Рахесоо (критика), Удо Уйбо (переклад), Горст Бернхардт (переклад з естонської)

- 1997 Юло Маттеус, Юрі Ельвест (проза), Андрес Егін (поезія), Тія Тоомет (дитяча література), Яан Ундуск (критика), Крістіна Кросс (переклад), Маріанна Фоґель, Корнеліус Гассельблатт (переклад з естонської)

- 1998 Тоомас Вінт (проза), Калю Лепік (поезія), Ліло Тунґал, Карел Корп (дитяча література), Ілмар Лаабан, Гассо Крулл (критика), Майє-Меріке Пау (переклад), Ольга Наель (переклад з естонської)

- 1999 Каур Кендер, Олев Ремсу (проза), Калев Кескюла (поезія), Ілмар Трулл (дитяча література), Мадіс Київ (драма), Яан Ундуск (есе), Крістіна Росс (переклад), Ґунтарс Ґодінь (переклад з естонської)

- 2000 Яан Каплінський, Марі Саат (проза), Еллен Нійт (діти), Яан Ундуск (дитяча література), Мігкель Мутт (есе), Пауль-Еерік Руммо (переклад), Світлан Семененко, Ельвіїра Михайлова (переклад з естонської)

- 2001 Андрус Ківірягк (проза), Гандо Раннел (поезія), Валерія Ранік (дитяча література), Март Ківастік (драма), Майє Калда (есе), Кріста Каер (переклад), Май Берецький (переклад з естонської)

- 2002 Мегіс Гайнсаар (проза), Гассо Крулл (поезія), Айно Первік (дитяча література), Яан Круусвалль (драма), Ян Пухвель (есеїстика), Тоомас Гауґ (премія за статті, вперше), Лариса Ванєєва (російськомовна література, перший раз), Удо Уйбо (переклад), Ґунтарс Ґодінь (переклад з естонської)

- 2003 Юрі Ельвест (проза), Карл Мартін Сініярв (поезія), Гейно Кіїк (дитяча література), Вайно Вахінґ (драма), Петер Мудіст (есеїстика), Тину Иннепалу (премія за статті), Михайло Веллер (російськомовна література), Маті Сіркель (переклад), Антуан Шалвін (переклад з естонської)

- 2004 Ніколай Батурін (проза), Аско Кюннап (поезія), Катрін Реймус (дитяча література), Маті Унт (драма), Тоомас Раудам (есеїстика), Арне Мерілай (премія за статті), Марина Тервонен (російськомовна література), Яак Рехесоо (переклад), Ерік Діккенс (переклад з естонської)

- 2005 Рейн Рауд (проза), fs (поезія), Яан Раннап (дитяча література), Март Ківастік (драма), Тоомас Гауґ (есеїстика), Лаурі Зоммер (премія за статті), Борис Тух (російськомовна література), Гаральд Раджаметс (переклад), Ілмар Тальве (вільна категорія, перший раз), Антуан Чалвін (переклад з естонської)

- 2006 Крістіна Егін, Юрґен Русте (поезія), Пірет Рауд (дитяча література), Мерле Карузоо (драма), Мадіс Київ (есеїстика), Ааре Пільв (премія за статті), Гоар Маркосян-Кеспер, Світлан Семененко (російськомовна література), Ану Салуар (переклад), Кябі Ларетей (вільна категорія), Гейлі Ейнасто, Лембі Лойґу, Вероніка Ківісілла, Рісто Ярв (переклад з естонської)

- 2007 Матс Траат (проза), Індрек Райтл (поезія), Пітер Саутер (дитяча література), Джим Ашілеві (драма), Гассо Крулл (есеїстика), Тоомас Гауґ (премія за статті), Єлена Скульська, Олександр Уріс (російськомовна література), Калле Касемаа (переклад), Корнеліус Гассельблат (вільна категорія), Ерік Діккенс (переклад з естонської)

- 2008 Ене Мігкельсон (проза), Свен Ківісільднік (поезія), Ільмар Трулль (дитяча література), Андрус Ківірягк (драма), Tину Иннепалу (есеїстика), Август Еелмяе (премія за статті), П. Філімонов (російськомовна література), Лі Сеппель (переклад), Мегіс Гейнсаар (вільна категорія), Енель Мелберг (переклад з естонської)

- 2009 Марі Саат (проза), Мааря Кангро (поезія), Пірет Рауд (дитяча література), Петер Саутер (драма), Геллар Ґраббі (есеїстика), Айвар Пілдме (премія за статті), Тетяна Кашньова, Йозеф Кац (російськомовна література), Керсті Унт (переклад), Марґус Лайдре (вільна категорія), Ір'я Ґрьонгольм (переклад з естонської)

- 2010 Калев Кескюла (проза), Гассо Крулл (поезія), Міка Керанен (дитяча література), Яан Каплінський (есеїстика), Мар'я Лепаїе (премія за статті), Андрій Іванов, Микола Караєв (російськомовна література), Пірет Салурі (переклад), Яан Ундуск (Вільна категорія), Жан Паскаль Олліврі (переклад з естонської)

- 2011 Мааря Кангро (проза), Індрек Кофф (поезія), Крістіна Касс (дитяча література), Урмас Ваді (драма), Тоомас Гауґ (есеїстика), Март Велскер (премія за статті), Сергій Ісаков (російськомовна література), Амар Аннус (переклад), Лаурі Соммер (вільна категорія), Ілмар Лехтпере (переклад з естонської)

- 2012 Олле Лаулі (проза), Калью Крууса (поезія), Ільмар Тоомуск (дитяча література), Яан Круусвалль (драма), Тину Иннепалу (есе), Любов Кисельова (премія за статтю), Андрій Іванов, Ніл Нерлін (російськомовна література), Ліна Томасберг (переклад), Андрій Хвостов (вільна Категорія), Майма Ґрінберґа (переклад з естонської)

- 2013 Рейн Рауд (проза), Юрґен Русте (поезія), Яанус Вайксоо (дитяча література), Мартін Алґус (драма), Марек Тамм (есеїстика), Тійт Генносте (премія за статті), Ґогор Маркосян-Кеспер (російськомовна література), Март Вал'ятаґа (переклад), Лаурі Саммер (вільна категорія), Йоуко Ванханен (переклад з естонської)

- 2014 Андрус Ківірягк (проза), Трийн Соомец (поезія), Анті Саар (дитяча література), Март Аас (драма), Ілмар Вене (есеїстика), Катре Талвісте (премія за статті), Андрій Іванов, Ігор Котюх (російськомовна література), Вероніка Ейнберґ (переклад), Валдур Мікіта (вільна категорія), Жан-П'єр Мінодьє (переклад з естонської)

- 2015 Ян Каус (проза), Каур Рісмаа (поезія), Контра (дитяча література), Тину Иннепалу (драма), Мігкель Мутт (есеїстика), Лео Лукс (премія за статті), Єлена Скульська, Надежда Катаєва-Валк (російськомовна література), Март Ляанемец (переклад), Удо Уїбо (вільна категорія), Крістіна Ленг'єл Тот (переклад з естонської)

- 2016 Пааво Мацін (проза), Вагур Афанасьєв (поезія), Пірет Рауд (дитяча література), Урмас Леннук (драма), Енн Ланґе (есеїстика), Велло Пааці, Крісті Пааці (премія за статті), Андрій Іванов, Ніл Нерлін (рос. мовна література), Лаурі Еесмаа (переклад), Марґус Отт (вільна категорія), Ганну Ойтінен (переклад з естонської)

- 2017 Майт Вайк (проза), Владислав Коржец (поезія), Айно Первік (дитяча література), Пауль-Еерік Руммо (драма), Гассо Крулл (есеїстика) + (премія за статті), Ауріка Маймре, Людмила Казарян (російськомовна література), Рііна Джесмін (переклад), Тиніс Тоотсен (вільна категорія), Меріке Лепасаар Бічер (переклад з естонської)

- 2018 Вагур Афанасьєв (проза), Ааре Півлв (поезія), Ліло Тунґал (дитяча література), Сірет Кемпбелл (драма), Тину Иннепалу (есе), Арне Мерілай (премія за статті), Ауріка Маймре, Єлена Скульська, Яан Каплінський (російськомовна мовна література), Олаві Теппан (переклад), Елін Тоона (вільна категорія), Дануте Сірійос-Ґірайте (переклад з естонської)

- 2019 Мартін Алґус (проза), Еда Агі (поезія), Андрус Ківірягк (дитяча література), Джим Ашілеві (драма), Лууле Епнер (есеїстика) + (премія за статті), Андрій Іванов, Павло Варунін (російськомовна література), Трійну Пакк (переклад), Єва Парк (вільна категорія), Міріам МакІлфатрік-Ксенофонтов (переклад з естонської)

## Веб-посилання
- Щорічні премії Eesti Cultural Capital Foundation